# Torrvedtjärnen
Torrvedtjärnen är en sjö i Malung-Sälens kommun i Dalarna och ingår i Dalälvens huvudavrinningsområde. Sjön har en area på 0,194 kvadratkilometer och ligger 579,2 meter över havet. Sjön avvattnas av vattendraget Äran. Vid provfiske har abborre, elritsa och öring fångats i sjön.

## Delavrinningsområde
Torrvedtjärnen ingår i det delavrinningsområde (677749-134852) som SMHI kallar för Utloppet av Kinnvallsjön. Medelhöjden är 549 meter över havet och ytan är 8,08 kvadratkilometer. Det finns inga avrinningsområden uppströms utan avrinningsområdet är högsta punkten. Äran som avvattnar avrinningsområdet har biflödesordning 3, vilket innebär att vattnet flödar genom totalt 3 vattendrag innan det når havet efter 454 kilometer. Avrinningsområdet består mestadels av skog (66 procent). Avrinningsområdet har 0,76 kvadratkilometer vattenytor vilket ger det en sjöprocent på 9,4 procent.